# میا لاو
میا لاو (انگلیسی: Mia Love؛ زادهٔ ۶ دسامبر ۱۹۷۵) سیاستمدار اهل ایالات متحده آمریکا است. لاو یک مفسر سیاسی بود که از سال ۲۰۱۵ تا ۲۰۱۹ به عنوان نماینده ایالات متحده در حوزه چهارم کنگره یوتا خدمت کرد. او یک آمریکایی هائیتی‌الاصل بود، لاو اولین سیاهپوست آمریکایی و اولین آمریکایی هائیتی-آمریکایی بود که برای کنگره یوتا انتخاب شد، وی از سال ۲۰۲۵ اولین زن سیاه‌پوست از حزب جمهوری‌خواه در کنگره به‌شمار می‌رود.

## مرگ
در فوریه ۲۰۲۲ تشخیص داده شد که لاو به گلیوبلاستوما، نوعی سرطان مغز، مبتلا شده و پزشکان پیش‌بینی کردند که او ده تا پانزده ماه دیگر زنده است. او تحت عمل جراحی قرار گرفت و ۹۵ درصد تومور جراحی شد. وی در اوت ۲۰۲۳ در حالی‌که تومور در حال کوچک شدن بود در یک کارآزمایی بالینی ایمونوتراپی ثبت نام کرد. در ۱ مارس ۲۰۲۵ دختر لاو در رسانه‌های اجتماعی اعلام کرد که درمان‌ها دیگر در برابر تومور مؤثر نیستند و خانواده در حال حرکت از درمان به لذت بردن از زندگی‌اش در زمان باقی مانده با او هستند.
میا لاو در ۲۳ مارس ۲۰۲۵ در سن ۴۹ سالگی در خانه‌اش درگذشت.